# 1,1,1-Tricloro-2-metilpropan-2-ol
El clorobutanol o 1,1,1-tricloro-2-metilpropan-2-ol (C4H7Cl₃O) és un conservant que té propietats antibacterianes, antifúngiques, sedant-hipnòtiques i anestèsiques locals febles. Aquest compost es produeix per la combinació de cloroform i acetona i s'utilitza habitualment a una concentració del 0,5 % per mantenir l'estabilitat de les preparacions amb diversos components. És freqüent trobar-lo en gotes per als ulls i altres formulacions terapèutiques oftàlmiques, així com en productes dentals com a agent antimicrobià i analgèsic. També es fa servir com a sedant lleuger i antisèptic en el camp veterinari. És important tenir precaució en el seu ús, ja que el seu abús pot crear addicció.